# Lebenscorps
Lebenscorps ist eine Bezeichnung für eine bestimmte Ausprägung von Corps, der ältesten Form heute existierender Studentenverbindungen. Lebenscorps waren Verbindungen, die bereits zu Beginn des 19. Jahrhunderts einen Bund für das Leben schlossen, also über die Studentenzeit hinaus, während bei der Mehrzahl der Corps zu dieser Zeit noch die Auffassung herrschte, sie seien vorwiegend ein Schutzbündnis für die Zeit des Studiums (Waffencorps).

## Entstehung
Die Lebenscorps haben dieses Konzept vermutlich von den im 18. Jahrhundert vorherrschenden Studentenorden übernommen, die freimaurerisches Gedankengut pflegten, aber nach der Gründung der ersten Corps verdrängt wurden. Lebenscorps gab und gibt es vorwiegend im bayerischen Raum an den Universitäten München (zuvor Ingolstadt und Landshut), Erlangen und Würzburg, aber auch in Tübingen.
Als später alle Corps, wie auch alle anderen Verbindungen, etwa ab 1840 das Lebensbundprinzip übernahmen, verdichtete sich das Prinzip des Lebenscorps dahingehend, dass diese Corps eine zweite Mitgliedschaft in einem anderen Corps ausschlossen und auch keine Freundschaften oder Kartelle mit anderen Corps eingingen, das sogenannte Lebensprinzip.
Als in der zweiten Hälfte des 19. Jahrhunderts im Kösener Senioren-Convents-Verband sich um die bestehenden Kartelle Kösener Kreise bildeten, die zur Durchsetzung von verbandspolitischen Ideen immer wichtiger wurden, fürchteten viele Lebenscorps eine verbandspolitische Isolierung. So trafen sich die bayerischen Lebenscorps 1863 zu einem Congress in Nürnberg. Viele Lebenscorps entschieden sich im Laufe der nächsten Jahrzehnte, von ihrem Prinzip Abstand zu nehmen und auch Waffencorps zu werden. Diese Corps schlossen daraufhin Freundschaften mit wichtigen Corps aus einem bestimmten Kreis, um sich so zu integrieren, was auch weitgehend gelang.
Heute gibt es nur noch wenige reine Lebenscorps. Besonders streng wird dieses Prinzip (keine Verhältniscorps, keine Doppelmitgliedschaften) im KSCV heute nur noch vom Corps Bavaria München, Corps Arminia München und Corps Onoldia (nur keine Doppelmitgliedschaften) umgesetzt.
Das Lebensprinzip, umgangssprachlich auch Ein-Band-Prinzip, wurde und wird auch bei anderen Arten von Studentenverbindungen gepflegt, wie z. B. dem Corps Frisia Göttingen, welches auch schon in seiner Zeit als Burschenschaft diesem Prinzip gefolgt ist.